# Fikremariam Hagos
Fikremariam Hagos Tsalim, né le 23 octobre 1970, à Addis-Abeba, est un prélat érythréen de l'Église catholique éthiopienne, avant de rejoindre avec son diocèse l'Église catholique érythréenne à sa fondation en 2015. Il est éparque de Segeneiti depuis 2012.

## Biographie
Fikremariam Hagos est né le 23 octobre 1970, à Addis-Abeba, capitale de l'Éthiopie.
Il est ordonné diacre, par Mgr Tesfamariam Bedho, éparque de Keren, le 21 février 1996, à Asmara, capitale de l'Érythrée, puis prêtre, par Mgr Zekarias Yohannes, éparque d'Asmara, le 21 juillet 1996, dans cette même ville.
Il est l'éparque de Segeneiti, en Érythrée, depuis le 24 février 2012, et a reçu la consécration épiscopale de Mgr Menghesteab Tesfamariam, Éparque d'Asmara, le 20 mai 2012.
Le 15 octobre 2022, il est arrêté avec deux autres prêtres à l’aéroport international d’Asmara alors qu’il rentre d’un séjour en Europe. Quelques jours plus tôt, un prêtre de son diocèse et un moine capucin étaient eux aussi arrêtés. Ils sont détenus dans un hangar du complexe pénitencier d’Adi Abeto, à Asmara, où ils ne peuvent recevoir aucune visite. Ces arrestations ont lieu dans le cadre des persécutions anticatholiques organisées par l'État socialiste, l’Église étant l’une des rares institutions à critiquer le gouvernement totalitaire d’Issayas Afeworki, au pouvoir depuis 1993. Mgr Fikremariam Hagos est relâché le 28 décembre 2022, en même temps que l'un de ses prêtres. 